# Erland Cullberg
Johan Erland Cullberg (* 5. April 1931 in Uppsala; † 13. April 2012 in Stockholm) war ein schwedischer Künstler.

## Leben
Cullberg war ein Sohn des lutherischen Pfarrers und späteren Bischofs John Cullberg. Zu seinen Geschwistern gehören die Künstlerin Carin Adler (* 1929), der Psychiater und Autor Johan Cullberg (1934–2022) und der Kunsthistoriker Staffan Cullberg (* 1937).
Seine Ausbildung absolvierte er an der Königlich schwedischen Kunsthochschule in Stockholm und an der Kunsthochschule Valand. Seine erste Ausstellung hatte er 1961 in Stockholm. Sein Malstil war stark vom Expressionismus beeinflusst. Nach einigen Quellen litt er an Schizophrenie.